# Les Essarts-lès-Sézanne
Les Essarts-lès-Sézanne ist eine französische Gemeinde mit 242 Einwohnern (Stand: 1. Januar 2022) im Département Marne in der Region Grand Est (vor 2016 Champagne-Ardenne). Sie gehört zum Arrondissement Épernay und zum Kanton Sézanne-Brie et Champagne.

## Geografie
Les Essarts-lès-Sézanne liegt etwa 90 Kilometer östlich des Pariser Stadtzentrums. Umgeben wird Les Essarts-lès-Sézanne von den Nachbargemeinden Le Gault-Soigny im Norden und Nordwesten, Charleville im Norden, Lachy im Osten, Mœurs-Verdey im Süden und Südosten, La Noue im Süden und Südwesten, Champguyon im Westen sowie Morsains im Nordwesten.

## Bevölkerungsentwicklung
| Jahr                       | 1962 | 1968 | 1975 | 1982 | 1990 | 1999 | 2006 | 2011 | 2018 |
| -------------------------- | ---- | ---- | ---- | ---- | ---- | ---- | ---- | ---- | ---- |
| Einwohner                  | 210  | 183  | 169  | 150  | 226  | 234  | 260  | 278  | 251  |
| Quellen: Cassini und INSEE |      |      |      |      |      |      |      |      |      |

## Sehenswürdigkeiten

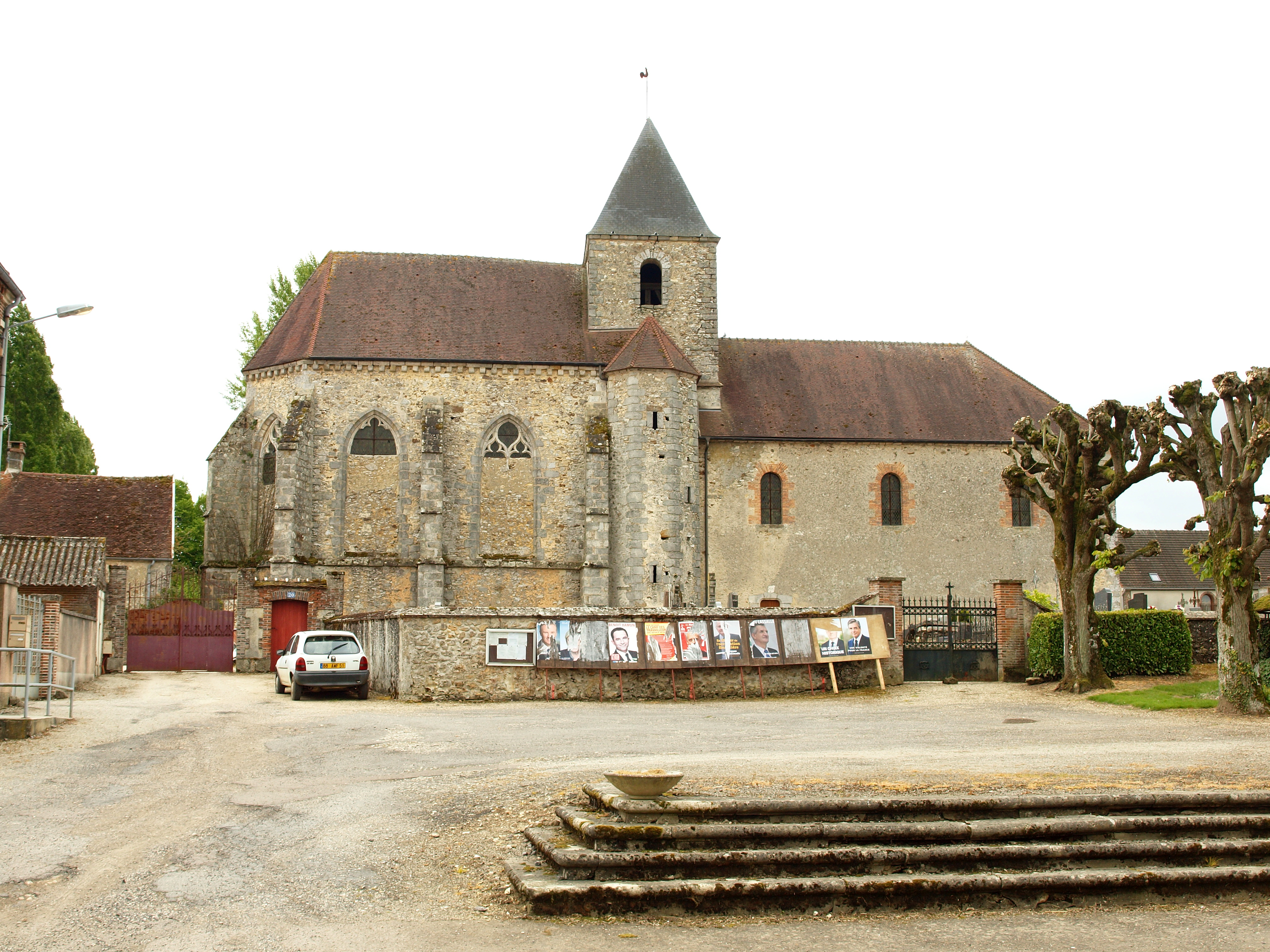
Kirche Notre-Dame-de-l’Assomption

- Menhir Hermite
- Kirche Notre-Dame-de-l’Assomption